# Jeffrey Deitch
Jeffrey W. Deitch (Hartford, 9 luglio 1952) è un gallerista e curatore d'arte statunitense.

## Biografia
Noto soprattutto per la sua galleria Deitch Projects (1996-2010) e per aver curato mostre innovative come Lives (1975) e Post Human (1992), Deitch è stato direttore del Museum of Contemporary Art di Los Angeles (MOCA) dal 2010 al 2013.
Dal 2015 Deitch dirige la Galleria Jeffrey Deitch con sede a New York e Los Angeles. 